# غيليون
الغَيْلِيُّون هم مجموعة من الناس التي تتكلم باللغات الجودية وهي اللغات الأيرلندية والإسكتلندية وكل هذه اللغات تنتمي إلى أسرة اللغات الغيلية، واللغات الجودية نشأت في أيرلندا وثم انتشرت في وسط وشمال جزيرة بريطانيا وأصبحت اللغة الرسمية في اسكتلندا وفي جزيرة مان.
وتنقسم اللغة الجودية إلى قسمين هما اللغات السلتية الداخلية وإلى اللغة البريطية.

## المصطلح
المصطلح الإنكليزي غايل أشتق من اللغة الإيرلندية القديمة (الغالية القديمة) حيث أشتق من كلمة غايدهيل[بحاجة لمصدر].